# Alysicarpus heterophyllus
Alysicarpus heterophyllus là một loài thực vật có hoa trong họ Đậu. Loài này được (Baker) Jafri & Ali miêu tả khoa học đầu tiên.